# چوتاله
چوتاله (به انگلیسی: Chotala) یک روستا در پاکستان است که در ناحیه جهلم واقع شده‌است. چوتاله ۱۱٬۰۰۰ نفر جمعیت دارد.